# شارلوت ريتشاردسون
شارلوت ريتشاردسون (بالإنجليزية: Charlotte Richardson)‏ (5 مارس 1775، يورك في المملكة المتحدة - 26 سبتمبر 1825 في المملكة المتحدة)؛ كاتِبة وشاعرة بريطانية.